# Iván Acero
Iván Acero (Guadalajara, Jalisco; 1 de julio del 2000) es un futbolista mexicano, juega como Mediocampista y actualmente se encuentra sin equipo.

## Trayectoria
Deportivo Toluca F. C.
Se formó en las fuerzas básicas de Toluca desde el 2017 pasando solamente por las subs 17 y 20.
Iván debutó profesionalmente el 8 de agosto de 2018 en la extinta Copa MX contra Xolos de Tijuana siendo titular los 90 minutos aunque en ese partido lo perdieron 2-0.
El 8 de octubre de ese mismo año debutó en liga contra Pachuca entrando al minuto 89 sustituyendo a Alexis Vega.

### Tepatitlán F. C.
El 20 de junio de 2022 el conjunto alteño anunció al canterano  escarlata como su nuevo refuerzo para el Apertura 2022.

### Club Atlético La Paz
A principios de junio de 2024 el Atlético La Paz hizo oficial la llegada del jugador tras estar 2 años con Tepatitlán.